# Michael Scofield
Michael Scofield, er en hovedperson i den amerikanske tv-serie, Prison Break. Han bliver spillet af Wentworth Miller. Karakterens første optræden er i seriens serie pilot som en mand, der iscenesætter et bankrøveri for at blive sendt til det fængsel hvor hans storebror, Lincoln Burrows (Dominic Purcell), bliver holdt fanget indtil han skal henrettes. Seriens plot er centreret omkring de to brødre og Michaels plan for at hjælpe sin bror med at undgå hans dødsstraf. Som hovedperson, har Michael optrådt i alle afsnittene af serien. Selv om både Lincoln og Michael er seriens hovedpersoner, bliver Michael portrætteret mere end Lincoln, især i første og tredje sæson.
Adskillige flashbacks fra flere afsnit giver os en yderligere indsigt i forholdet mellem Michael og hans bror, og grundene til Michaels ihærdighed med at hjælpe med broderens flugt. I afsnit med flashbacks, spilles den unge Michael af Dylan Minette.